# Tmarus borgmeyeri
Tmarus borgmeyeri är en spindelart som beskrevs av Cândido Firmino de Mello-Leitão 1929. 
Tmarus borgmeyeri ingår i släktet Tmarus och familjen krabbspindlar. Inga underarter finns listade i Catalogue of Life.